# Christian Kouakou (calciatore 1991)
Christian Kouakou Yao (Abidjan, 1º marzo 1991) è un calciatore ivoriano, attaccante svincolato.

## Carriera

### Club
Il 1º luglio 2017 viene acquistato a titolo definitivo dalla squadra francese del Caen.